# John Alldis
John Alldis, född 10 augusti 1929, död 20 december 2010, var en brittisk dirigent, främst känd som körledare.
Alldis studerade musik vid King's College, Cambridge. Hen bildade därefter en egen kör, John Alldis Choir, som särskilt uppmärksammades för sina tolkningar av samtida körmusik. Alldis utnyttjades flitigt som gästdirigent runt hela världen. Han var bland annat engagerad vid danska och svenska radiokören.